# Джей Сі Чандор
Джеффрі Макдональд Чандор (англ. Jeffrey McDonald Chandor, нар. 24 листопада 1973), професійно відомий як Джей Сі Чандор (англ. J. C. Chandor) — американський режисер, продюсер і сценарист, найвідоміший за фільмами Межа ризику (2011), Не згасне надія (2013) і Потрійний кордон (2019).

## Раннє життя та освіта
Чандор виріс у районі Баскінг-Рідж міста Бернардс, штат Нью-Джерсі. Він син Мері Макдональд і Джеффа Чандора, інвестиційного банкіра. Після закінчення в 1992 році середньої школи Рідж у Бернардс-Тауншип він отримав ступінь бакалавра в 1996 році в коледжі Вустера.

## Кінокар'єра
Межа ризику був першим повнометражним фільмом Чандора. Прем'єра фільму відбулася на кінофестивалі Санденс у 2011 році в Парк-Сіті, штат Юта; він також взяв участь в конкурсі на 61-му Берлінському міжнародному кінофестивалі та був номінований на «Золотого ведмедя». Межа ризику був номінований на чотири премії Незалежний дух і виграв дві з них: за найкращий перший повнометражний фільм і премію Роберта Альтмана за найкращий акторський склад. Чандор також був номінований на премію Оскар за найкращий оригінальний сценарій.
Його другий повнометражний фільм Не згасне надія показали поза конкурсом на Каннському кінофестивалі 2013 року. Він отримав схвалення критиків, особливо сольний виступ Роберта Редфорда, в якому майже не було діалогів, за що Редфорд здобув премію Нью-Йоркського кола кінокритиків за найкращу чоловічу роль і був номінований на премію « Золотий глобус» і премію «Вибір критиків». Фільм також був номінований на премію Оскар за найкращий звуковий монтаж.
У 2014 році Чандор зрежесував фільм Найжорстокіший рік з Оскаром Айзеком і Джессікою Честейн у головних ролях, який був номінований на «Золотий глобус» і «Незалежний дух» і отримав три нагороди Національної ради оглядів: найкращий актор, найкраща жіноча роль другого плану та найкращий фільм.
У 2015 році було оголошено, що Чандор замінив Кетрін Біґелоу на посаді режисера кримінального фільму Потрійний кордон. Фільм вийшов на Netflix у березні 2019 року і отримав загалом схвальні відгуки.
У 2020 році було оголошено, що Чандор зніме фільм про Крейвена Мисливця для всесвіту Людини-павука від Sony.

## Фільмографія
| Рік  | Українська назва   | Оригінальна назва   | У ролі  | У ролі    | У ролі   | Примітка                |
| Рік  | Українська назва   | Оригінальна назва   | Режисер | Сценарист | Продюсер | Примітка                |
| ---- | ------------------ | ------------------- | ------- | --------- | -------- | ----------------------- |
| 2004 | Повільно           | Despacito           | Так     | Так       | Так      | короткометражний фільм  |
| 2011 | Межа ризику        | Margin Call         | Так     | Так       | Ні       |                         |
| 2013 | Не згасне надія    | All Is Lost         | Так     | Так       | Ні       |                         |
| 2014 | Найжорстокіший рік | A Most Violent Year | Так     | Так       | Так      |                         |
| 2019 | Потрійний кордон   | Triple Frontier     | Так     | Так       | Ні       | співсценарист Марк Боал |
| 2024 | Крейвен-мисливець  | Kraven the Hunter   | Так     | Ні        | Ні       |                         |
| Н/Д  | Грабіжник          | The Robber          | Так     | Ні        | Ні       |                         |

### Проюдюсер
- Viper Club (2018)

### Виконавчий проюдюсер
- Завзяті шахраї (2018)
- Монос (2019)
- Run This Town (2019)